# Cap Figalo
Cap Figalo är en udde i Algeriet.   Den ligger i provinsen Aïn Témouchent, i den norra delen av landet, 400 km väster om huvudstaden Alger.
Terrängen inåt land är huvudsakligen kuperad, men åt sydost är den platt. Havet är nära Cap Figalo åt nordväst. Runt Cap Figalo är det ganska tätbefolkat, med 134 invånare per kvadratkilometer. Närmaste större samhälle är El Amria, 17,1 km öster om Cap Figalo.